# هو جونگ اون
هو جونگ اون (کره‌ای: 허정은؛ زادهٔ ۱۴ سپتامبر ۲۰۰۷) بازیگر اهل کره جنوبی است. او ابتدا توجه عمومی را با ایفای نقش در درام‌های موفق مانند وکیل من، آقای جو (۲۰۱۶) و عشق در مهتاب (۲۰۱۶) جلب کرد. در سن ۹ سالگی، او اولین نقش اصلی خود را در تلویزیون در نقش گوم بی در آه گوم‌بی من ایفا کرد که یک دختر بچه‌ای است که بیماری نیمن پیک دارد.